# Thomas Peel
Pour les articles homonymes, voir Peel.
Thomas Peel (1793-1865) était l'un des premiers colons d'Australie-Occidentale. Il était cousin issu de germain de Sir Robert Peel.
En 1828, Peel accompagné de trois autres personnes dont un parlementaire, Potter McQueen, formèrent un consortium pour colonisation dedans la Colonie de la rivière Swan (Australie-Occidentale) en y envoyant des colons avec les stocks et le matériel nécessaire. Le consortium requit du Bureau colonial de Londres 4 000 000 acres de terres (16 000 km²). Le gouvernement refusa et n'accorda que 1 000 000 acres (4 000 km²) sous certaines conditions.
Il est mort dans la pauvreté à Mandurah en 1865.